# 로돌포 코르돈
로돌포 코르돈(스페인어: Rodolfo Cordón, 1899년 12월 16일 ~ 1966년 1월 9일)은 1962년 당시 임시 대통령을 지낸 엘살바도르의 정치가이다. 본명은 에우세비오 로돌포 코르돈 세아(스페인어: Eusebio Rodolfo Cordón Cea)이다.
1899년 후아유아에서 다니엘 코르돈 살게론과 로사우라 세아의 아들로 태어났다. 블랑카 루나와 결혼하여 슬하 1남 3녀를 두고 있다:
로돌포 코르돈 루나, 엔리카타 코르돈 데 엔리케스, 엘바 루스 코르돈 데 카스티요, 로사리오 코르돈 데 마렌코
1961년 군사정부가 수립한 임시정부의 뒤를 이어 임시 대통령이 되었고, 이후 연합국민당 출신의 정치가 훌리오 아달베르토 리베라에게 권력을 이양했다.
1966년 메히카노스 사망하였다.